# Солдатский район
Солда́тский район — административно-территориальная единица в составе Омской области РСФСР СССР, существовавшая в 1940—1953 годах.
Районный центр — село Старо-Солдатское.

## История
В 1940 году образован Солдатский район из частей Колосовского и Тюкалинского районов.
На 1 января 1941 года в районе насчитывалось 14 сельских советов. Ближайшая железнодорожная станция Называевская в 140 километрах. Расстояние до областного центра 294 километра. Площадь района 3500 квадратных километров.
На 1 января 1947 года в районе насчитывалось 14 сельских советов. Ближайшая железнодорожная станция Называевская в 140 километрах. Расстояние до областного центра 294 километра. Площадь района 3500 квадратных километров.
В июне 1953 года центр Кошкульского сельского совета перенесён из села Кошкуль на центральную усадьбу совхоза «Кошкульский».
В октябре 1953 года Солдатский район был ликвидирован. Территория вошла в Тюкалинский район.

## Административно-территориальное деление
- Баировский сельский совет (село Баирово)
- Белоглазовский сельский совет (село Белоглазово)
- Гурковский сельский совет (село Гурково)
- Кабырдакский сельский совет (село Кабырдак)
- Карбаиновский сельский совет (село Карбаиново)
- Кошкульский сельский совет (посёлок Кошкульский/Новый Кошкуль)
- Кутырлинский сельский совет (село Кутырлы)
- Новоконкульский сельский совет (село Старый Конкуль)
- Островнинский сельский совет (село Островная)
- Приозёрский сельский совет (село Приозёрка)
- Старосолдатский сельский совет (село Старосолдатское)
- Таскатлинский сельский совет (село Таскатлы)
- Хуторской сельский совет (село Хутора)
- Чердынцевский сельский совет (село Чердынцево)